# Dejvická (stanice metra)
Dejvická (zkratka DE, do roku 1990 Leninova) je stanice metra v Praze na lince A pod Vítězným náměstím ve čtvrti Dejvice, podle které se také nyní jmenuje. Stanice byla uvedena do provozu 12. srpna 1978 a až do 6. dubna 2015 se jednalo o konečnou stanici linky A; v současné době tuto její roli zastává stanice Nemocnice Motol. Stanice Dejvická si z celé sítě pražského metra nejdéle udržela status konečné stanice (37 let). V roce 2008 (před prodloužením metra A) šlo o druhou nejvytíženější stanici pražského metra, po stanici I. P. Pavlova; denní obrat cestujících (nástup + výstup) zde přesahoval 117 tisíc.
V roce 2014 byla opravována stropní deska stanice, kvůli čemuž byly přemístěny zastávky všech autobusů z ulice Evropská a z části Vítězného náměstí. Protože tyto změny začaly 1. dubna, lidé to považovali za aprílový žert dopravního podniku. Teprve až o den později byli kvůli chaosu vzniklému kvůli přemístění zastávek nasazeni takzvaní informátoři dopravního podniku.

## Charakteristika stanice

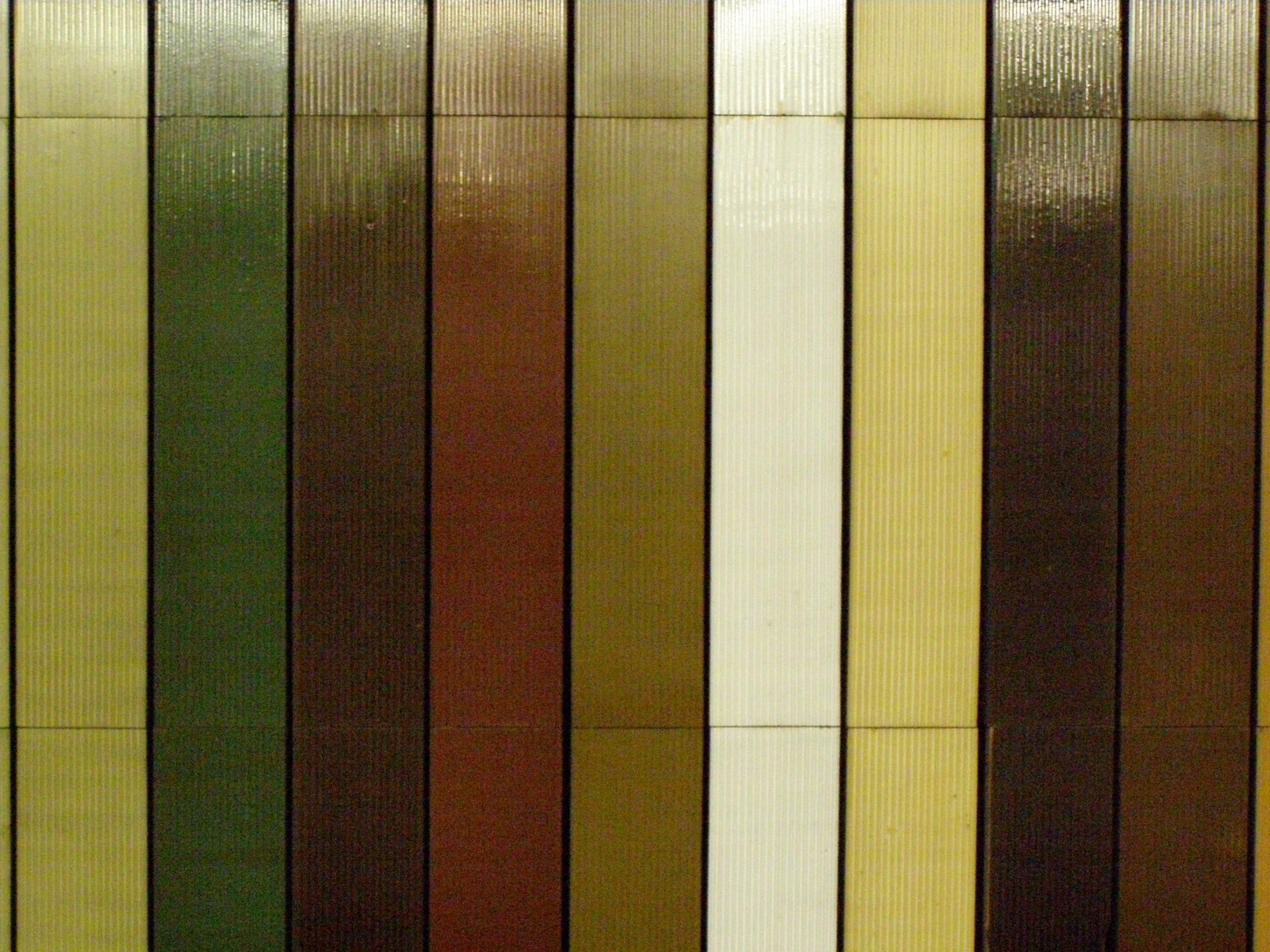
Textura obložení kolejiště ve stanici

Stanice je hloubená, založená v jámě, vystavěná jako dlouhodobě koncová (se dvěma odstavnými a dvěma obratovými kolejemi). Včetně těchto kolejí je stanice dlouhá 301 m a leží 11,5 m pod úrovní Evropské ulice. Nástupiště se stanovištěm dozorčího uprostřed je ostrovní, jednolodní, bezsloupové – jedná se tedy vlastně o velkou halu. Stěny stanice za kolejišti jsou obloženy keramickými glazovanými tvarovkami různých barev typu Hurdis.
Ze staniční úrovně vede dvojice výstupů do úrovně vestibulů. Výstup do západního vestibulu Evropská (ve směru Nemocnice Motol) je realizován pomocí trojice eskalátorů a ústí ke stanovišti dozorčího. Výstup do východního vestibulu Vítězné náměstí (směr Depo Hostivař) je realizován kromě pevného schodiště i výtahem. Oba vestibuly jsou propojeny pasáží přímo pod úrovní Evropské ulice.
Na výstavbu stanice, která probíhala v letech 1973–1978, bylo vynaloženo 301 milionů Kčs. V roce 2011 ve stanici započaly úpravy k napojení na nově budovaný úsek linky A do Motola. Ten byl uveden do provozu 6. dubna 2015; na Dejvické pak končila pouze část vlaků, zbytek pokračoval pásmovým provozem do nové stanice Nemocnice Motol. Od 1. června 2015 všechny vlaky pokračovaly až do stanice Petřiny, pásmový provoz probíhal pouze v úseku Petřiny – Nemocnice Motol. Konečně od 29. dubna 2017 byl pásmový provoz v západní části linky A zrušen úplně a jedinou konečnou stanicí se stala Nemocnice Motol.
Směrem ke stanici Bořislavka se nachází služební stanice Kanadská, kde jsou umístěna pouze technologická zařízení nutná pro provoz nové trasy metra.

## Výstupy
Ze západního vestibulu Evropská vede čtveřice schodišť do přilehlých ulic a na tramvajovou zastávku Dejvická. Na jižní stranu Evropské ulice do křižovatky s Banskobystrickou ulicí vede také výtah umožňující bezbariérový přístup do úrovně vestibulu. Bezbariérové spojení mezi vestibulem a nástupištěm je realizováno pouze výtahem ve vestibulu Vítězné náměstí na druhé straně pasáže. Přibližně uprostřed pasáže mezi vestibuly se pak nachází další východ ústící schodištěm a výtahem na severní stranu Evropské ulice při zastávce příměstských autobusů směr Roztoky a Velké Přílepy přes Podbabu.
Z prostoru východního vestibulu Vítězné náměstí vychází dvojice schodišť. Jedno z nich vede k jihozápadnímu okraji náměstí a blízké tramvajové zastávce Vítězné náměstí. Druhé ústí na severozápadním okraji náměstí u autobusového terminálu linek odjíždějících směrem na Suchdol, Lysolaje, Horoměřice a Únětice přes Podbabu.

### Evropská (ve směru Nemocnice Motol)
- Evropská, tramvaj z centra
- Evropská, tramvaj do centra
- Evropská jihozápad

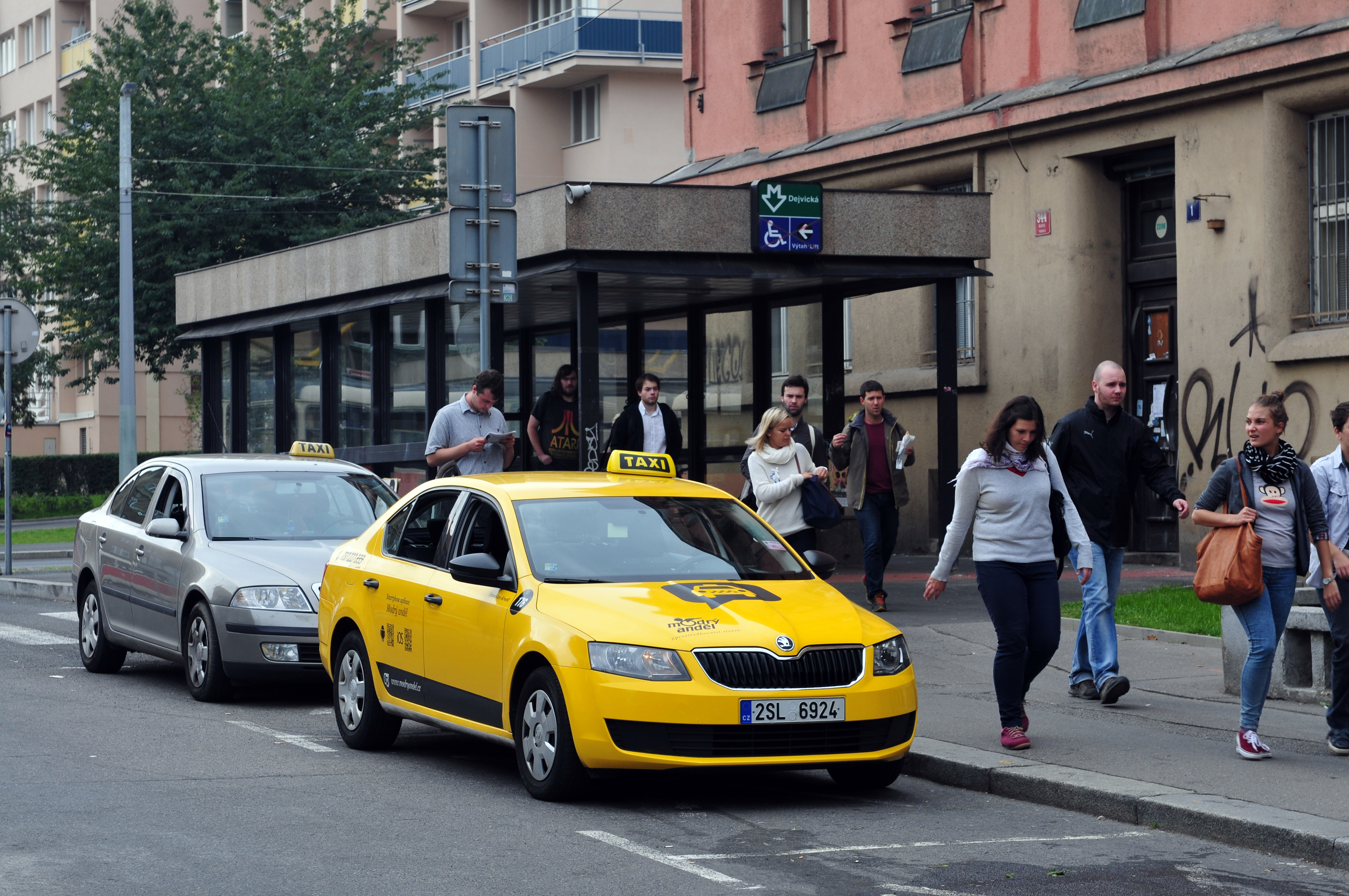
Výstup v Šolínově ulici

- Výtah Evropská jihozápad x Banskobystrická
- Šolínova

V polovině pasáže:
- Evropská sever, zastávka bus
- Výtah Evropská sever, zastávka bus

### Vítězné náměstí (ve směru Depo Hostivař)
- Vítězné náměstí jihozápad

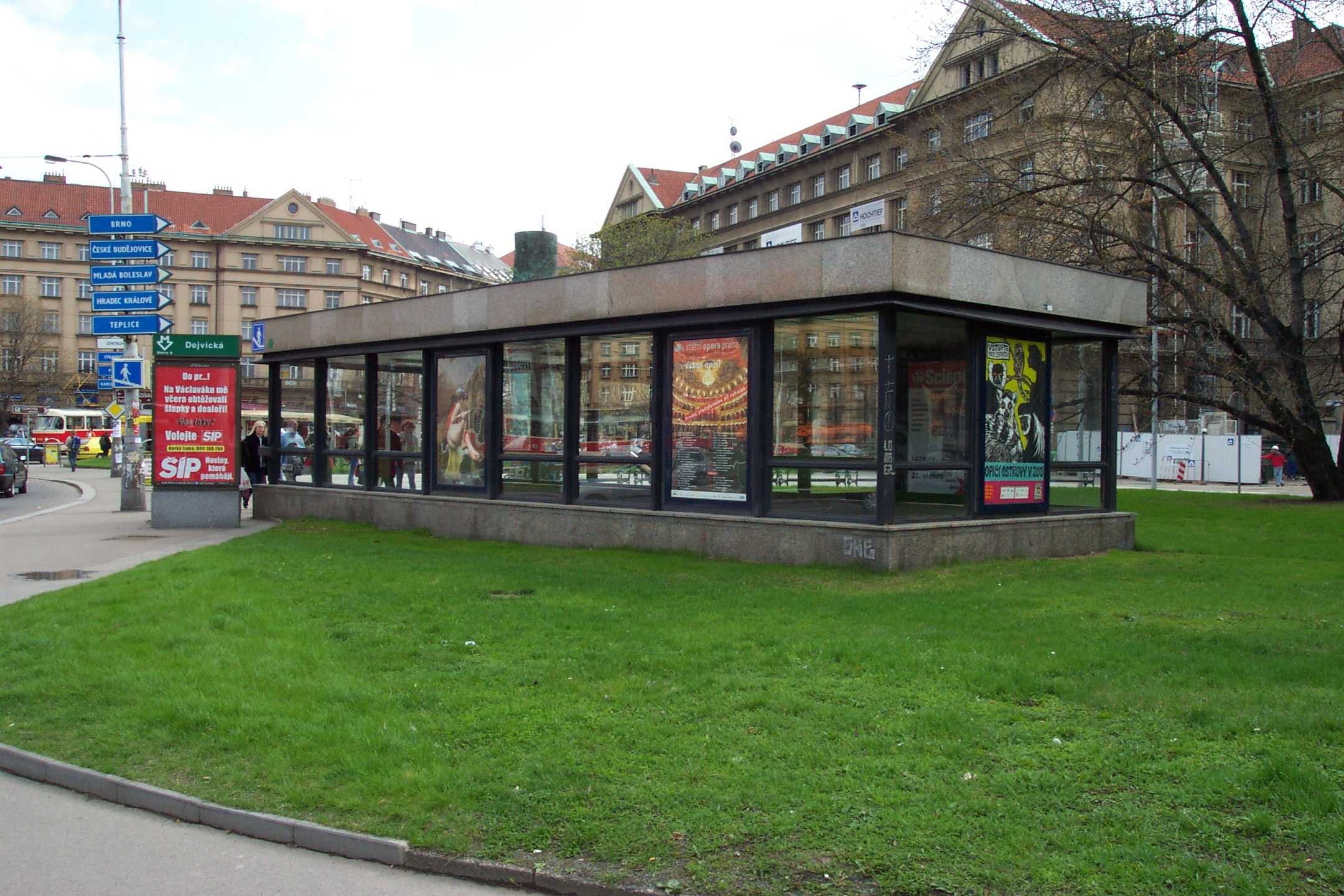
Výstup v jihozápadní části Vítězného náměstí

- Vítězné náměstí severozápad, terminál bus

## Bezobslužný obrat
Ve stanici Dejvická byla poprvé v síti pražského metra realizována jízda soupravy bez strojvedoucího.
Vlak se samostatně pohybuje z výstupní polohy (2. kolej), kde je zkontrolován obratovou četou; strojvedoucí vystoupí a pracovník obratové čety povolí na obslužném zařízení mimo vůz přechod soupravy do automatického režimu (režim je signalizován rozsvícením jak čelních, tak koncových světel na obou čelech soupravy). Vlak již bez obsluhy zavře dveře a rozjede se vstříc obratové koleji. Po odjezdu ze stanice je vlakovým rozhlasem pro případné zapomenuté cestující přehráno hlášení o následném rychlém návratu soupravy na linku. Program obratu sám připraví informační systém na jízdu opačným směrem a po padnutí návěstního signálu volno souprava najede k hraně odjezdového nástupiště (1. kolej). Do čelního vozu ve směru jízdy nastoupí strojvedoucí, ukončí samoobslužný režim a v manuálním (či dle uvážení semimanuálním) režimu vyjede se soupravou na trasu.
Bezobslužný obrat je umožněn zabezpečovacím zařízením LZA, kterým je osazena linka A pražského metra, ve svém režimu RBO. Přesnost zastavení činí ±15 cm, odchylka od nastavené jízdní rychlosti ±0,5 km/hod. Bezpečnost při samostatné jízdě je monitorována systémem kamer s přímým napojením na nouzové zastavení soupravy.
Poprvé byl bezobslužný obrat realizován koncem roku 2007, poté se od automatických obratů na několik let až do podzimu 2010 upustilo. Od té doby jsou využívány v ranních a odpoledních přepravních špičkách v pracovních dnech.

## Fotogalerie

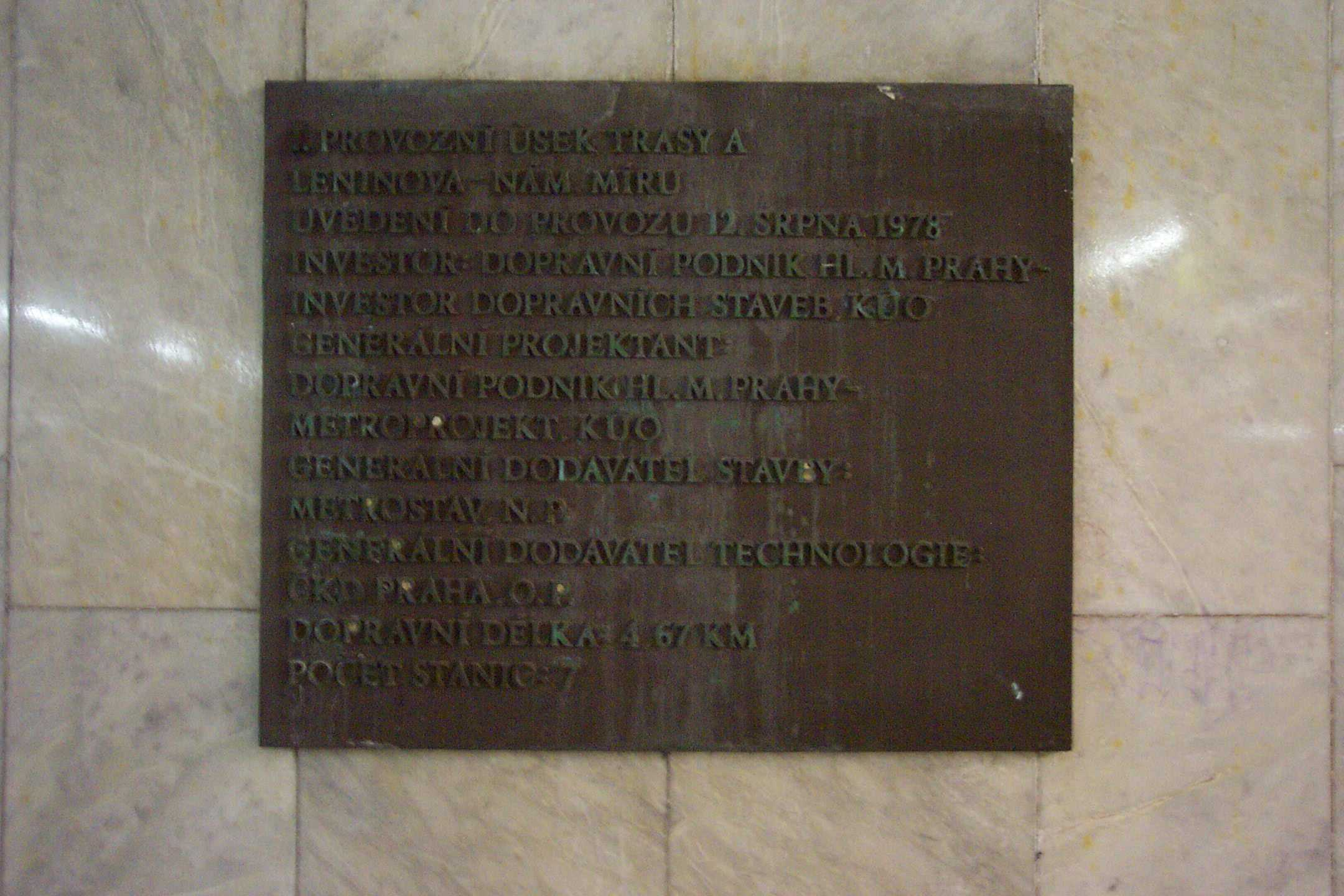
Pamětní deska věnovaná otevření prvního úseku linky metra A 12. srpna 1978
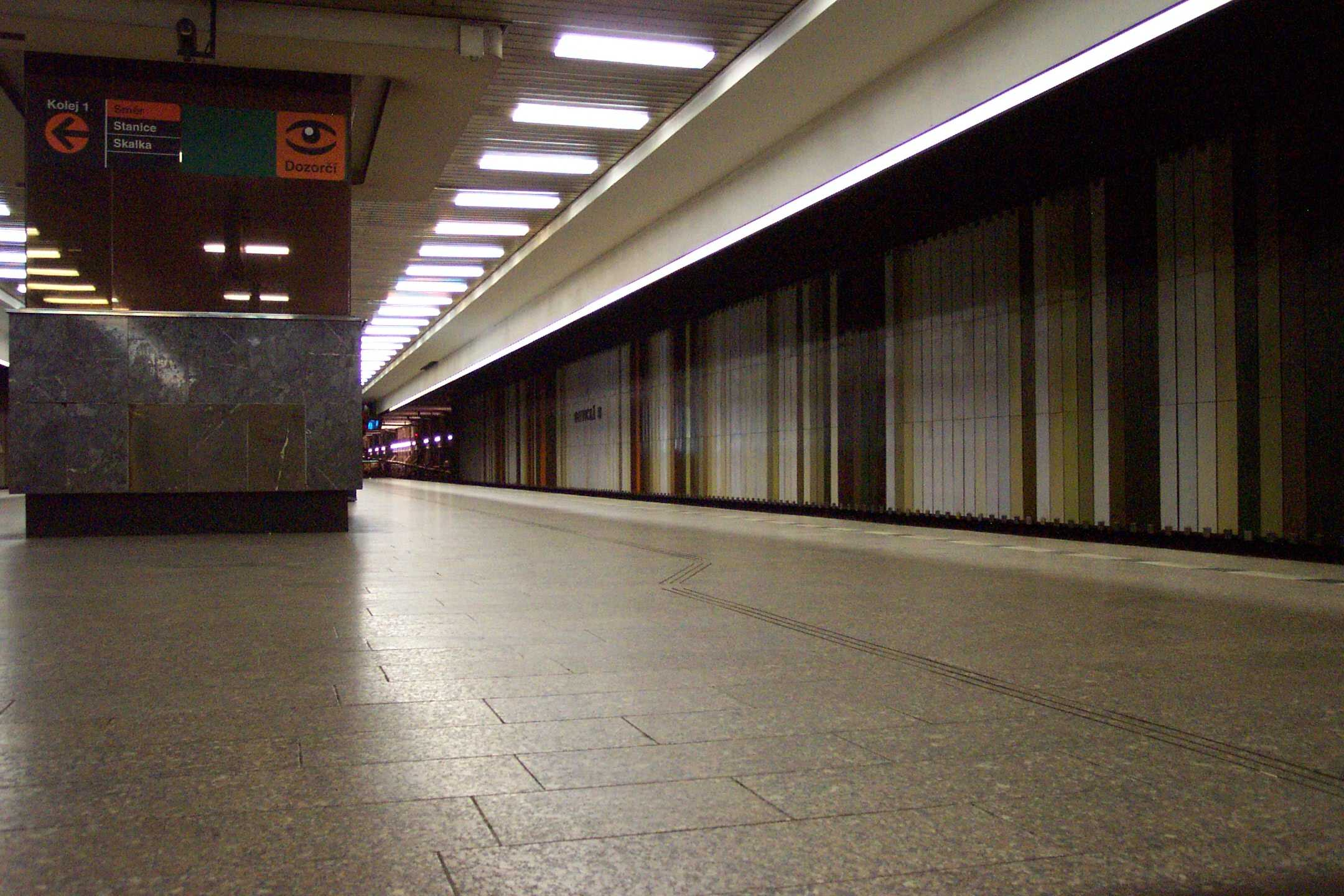
Nástupiště
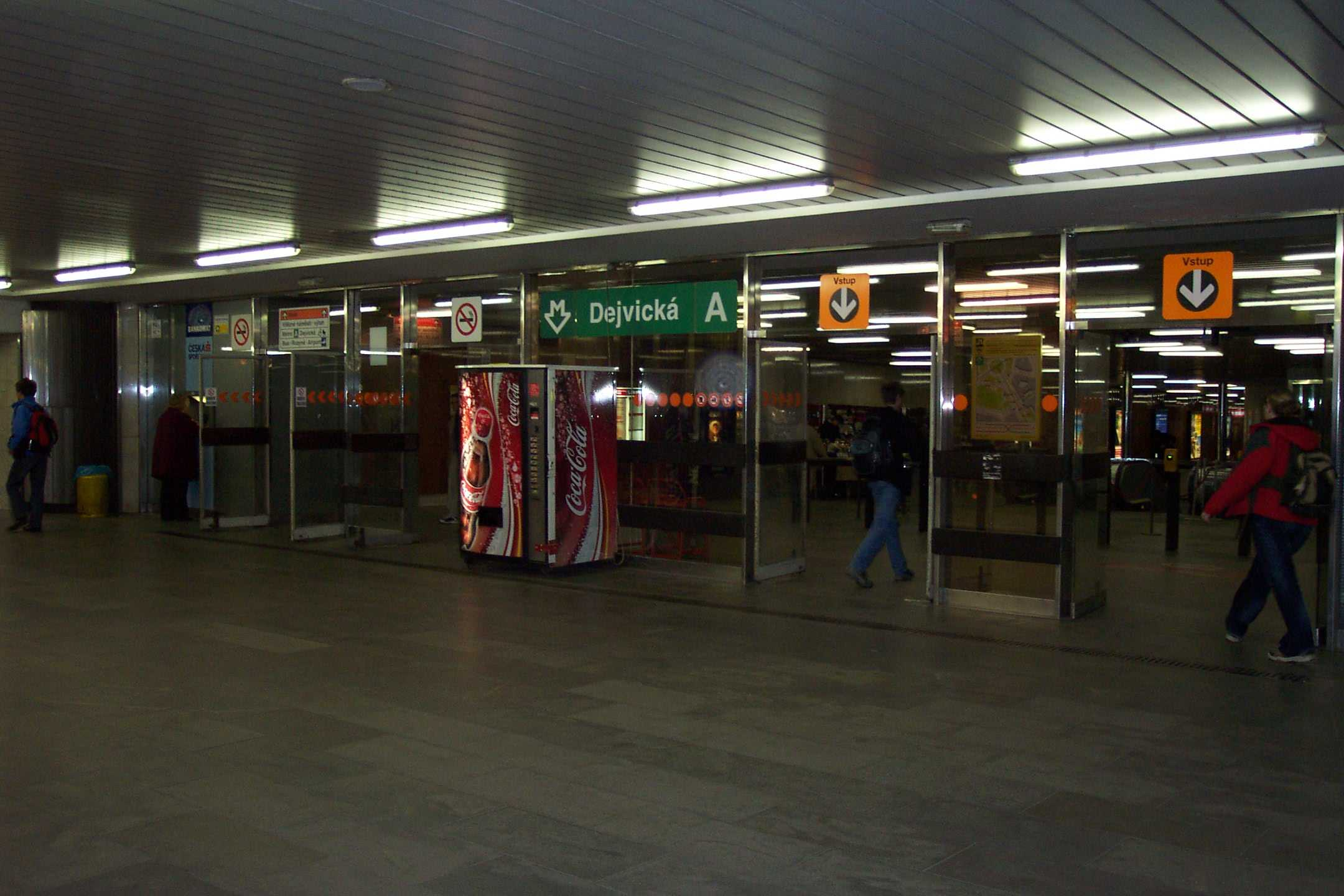
Vestibul stanice
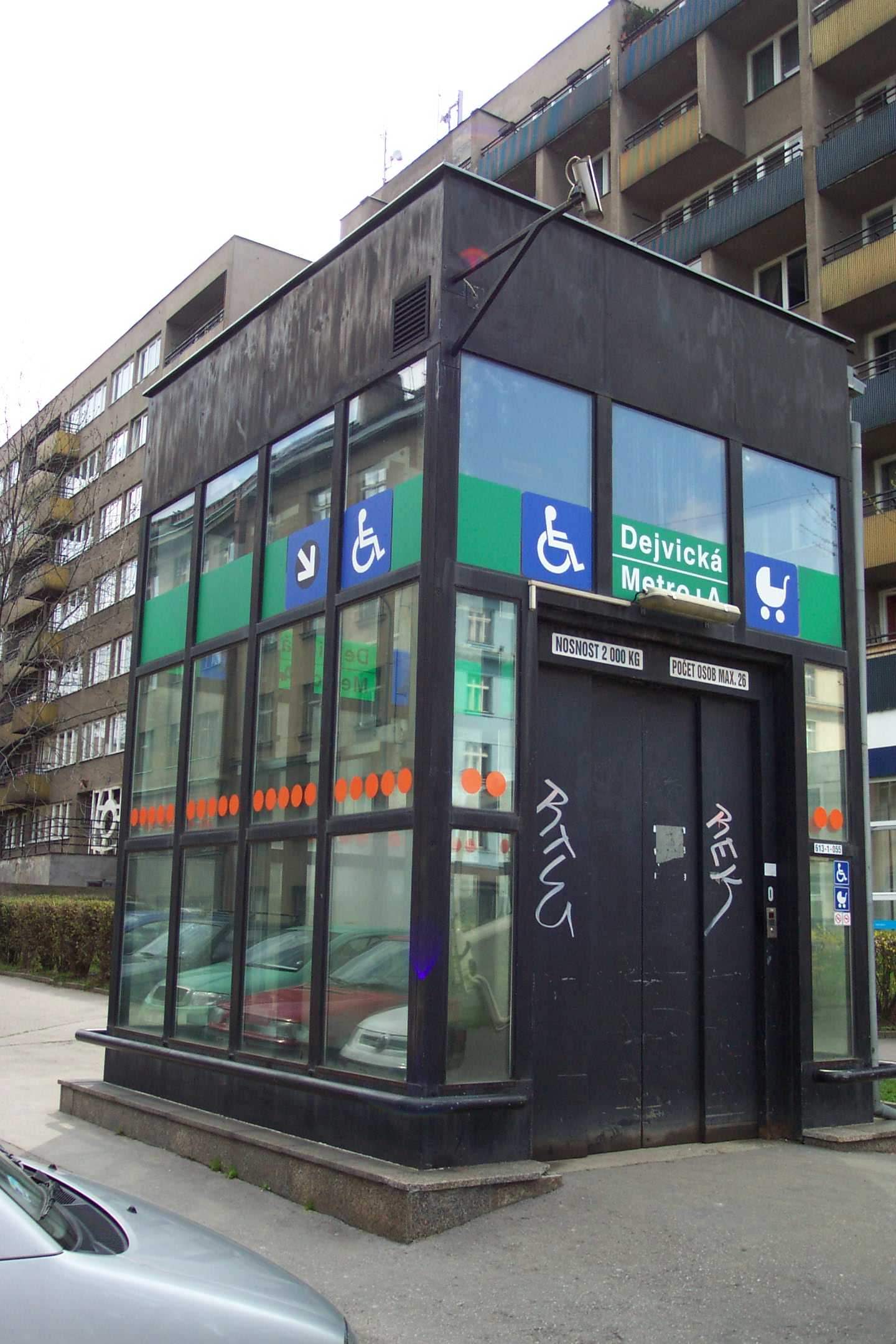
Výtah pro osoby se sníženou schopností pohybu